# Fähnrich (Polen)

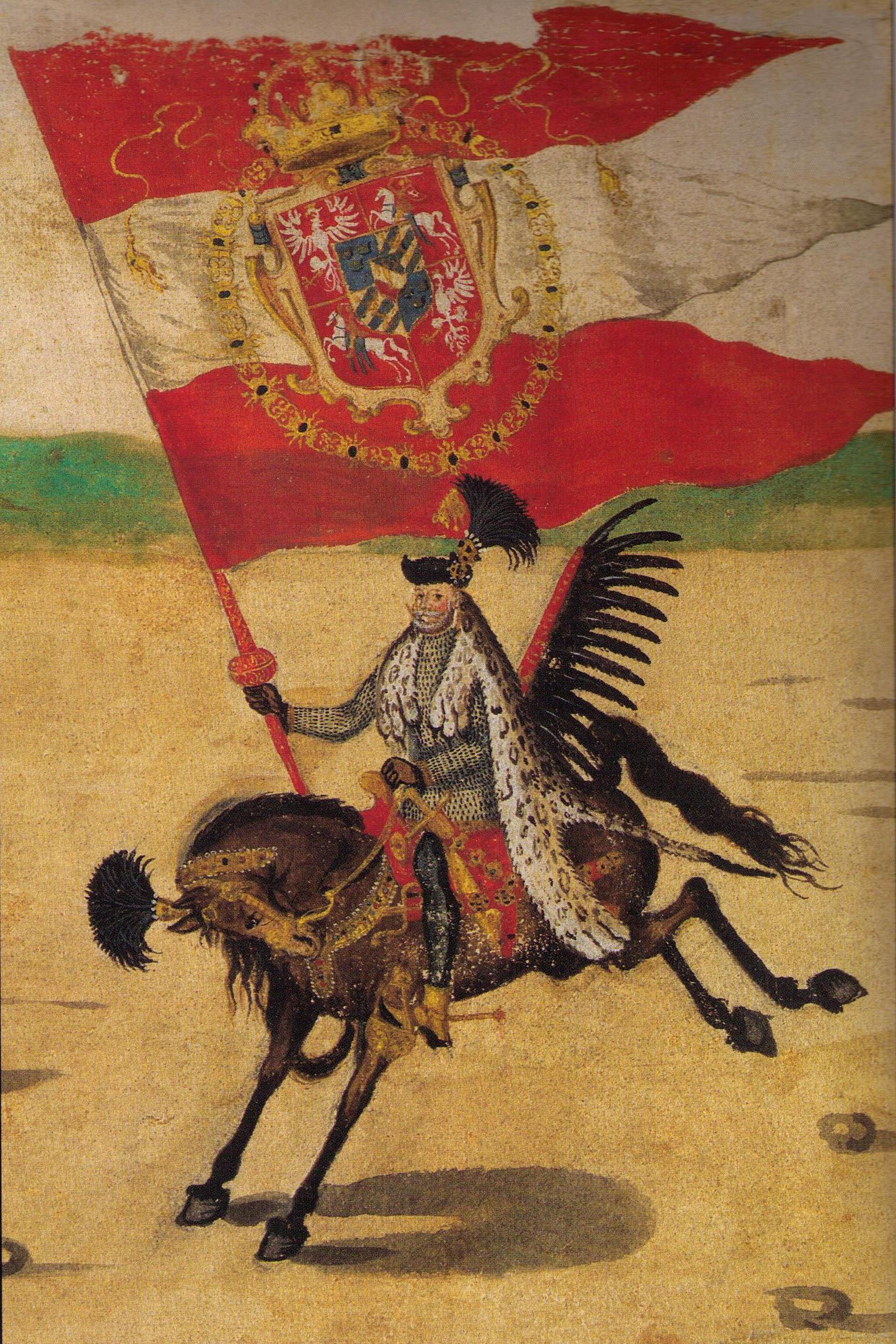
Groß-Chorąży der Polnischen Krone, um 1605

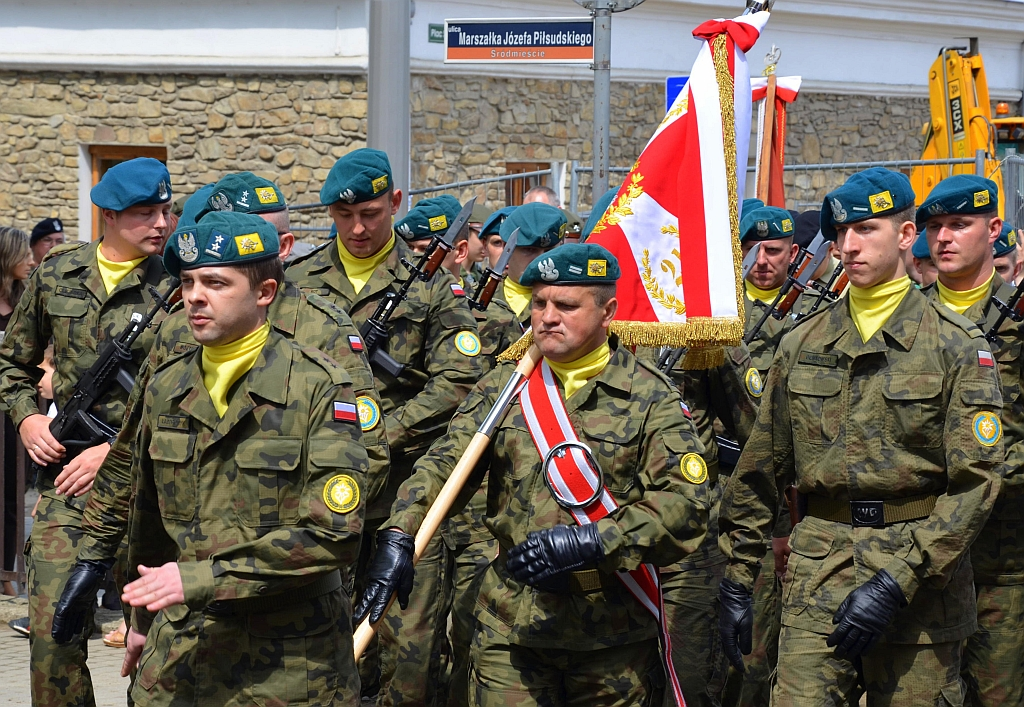
Korporal der 21. Logistikbataillon (21. Podhale-Schützen Brigade Polen) als Träger der Truppenfahne (2013).

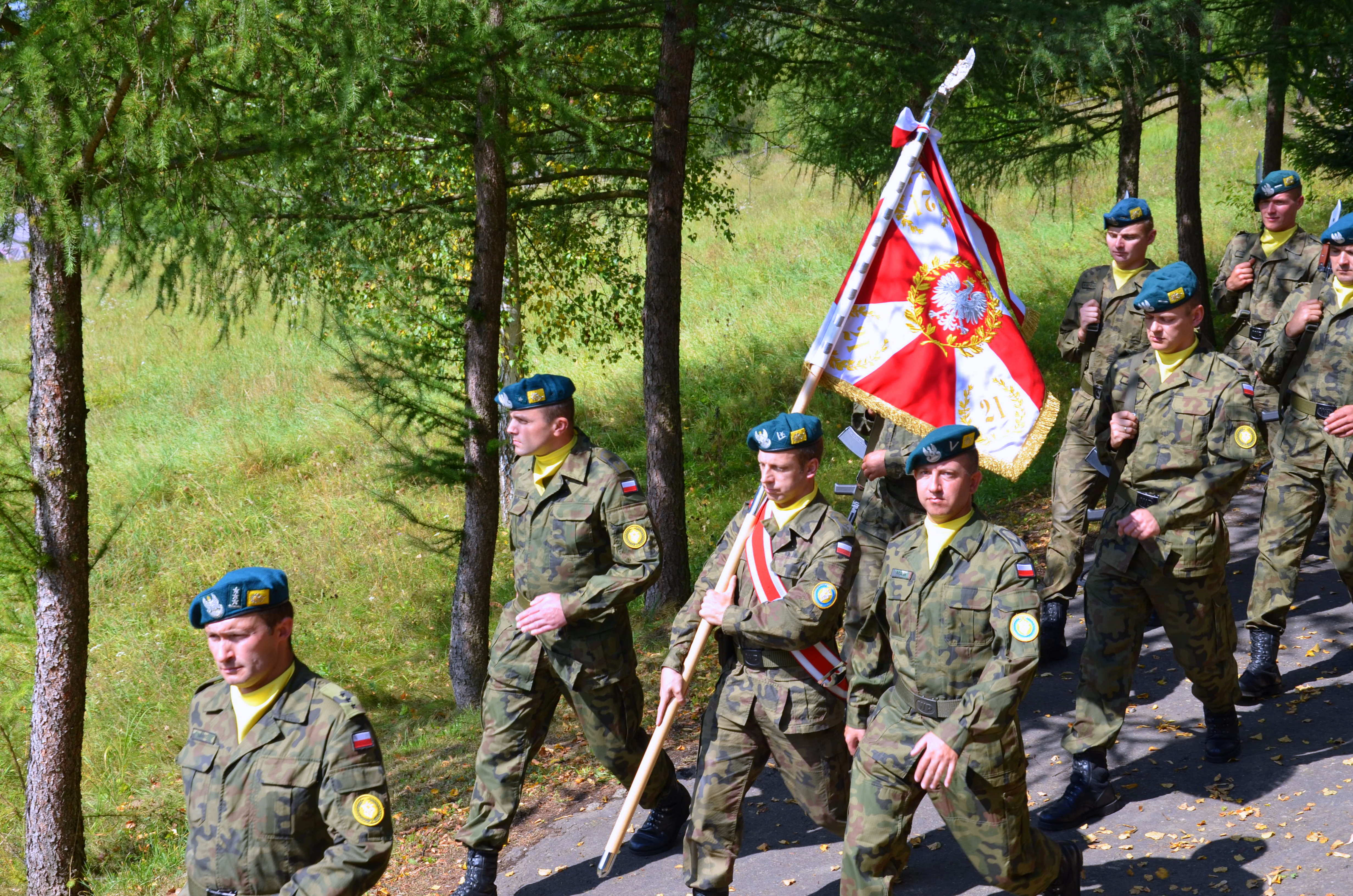
Fähnrich der 21. Logistikbataillon (21. Podhale-Schützen Brigade Polen), Bykowce (2013)

Der Fähnrich (Originalbezeichnung polnisch chorąży) ist in den Polnischen Streitkräften der dritthöchste Dienstgrad (OR-8) der Laufbahn bzw. Dienstgradgruppe der Fähnriche. In einer Reihe westlicher Streitkräfte hingegen ist der Fähnrich oder Fähnrich zur See ein Dienstgrad, der – national unterschiedlich – entweder einen Offizieranwärter (so beispielsweise in Deutschland) oder den dienstjüngsten Offizierdienstgrad bezeichnet.

## Begriffsbildung
Chorąży [xɔˈrɔ̃ʐɨ] ist ein polnisches Wort, das meist mit „Fahnenträger“ (im allgemeinen Sinne), „Fähnrich“ (als militärischer Dienstgrad) oder als „Bannerträger“ (im übertragenen Sinne) übersetzt wird. Es stand ursprünglich für einen zumeist berittenen „Standarten-Träger“, Stander-Träger oder Fahnenträger als Funktionsbezeichnung, der zum militärischen Rang wurde. Entsprechungen davon finden in einer Reihe von Ländern bis in die Gegenwart Verwendung. Das Wort lässt sich vom gotischen hrugga  („Stange, Fahnenstange“) ableiten.

## Einordnung
Die Laufbahn ist äquivalent mit der Praporschtschik-Laufbahn in Russland und einer Reihe weiterer Länder.
Die Stellung der Laufbahngruppe der Warrant Officers in englischsprachigen Streitkräften wäre mit dieser Dienstgradgruppe am ehesten vergleichbar.
Auch in der Gegenwart unterscheidet sich der Chorąży in Polen, grundlegend vom Fähnrich der Bundeswehr, der hier eine in aller Regel zeitlich befristete Rangbezeichnung für Offiziersanwärter von Heer, Luftwaffe oder Sanitätsdienst ist.
| Dienstgrad                                 |                   |                                       |
| niedriger: Młodszy chorąży (Unterfähnrich) | Chorąży(Fähnrich) | höher: Starszy chorąży (Oberfähnrich) |

### Einsatzbekleidung Heer, Sondertruppen und Luftwaffe
| Rangabzeichen Uniformjacke Barett |                                                    |                                   |                                                   |                                                                      |
| Rangbezeichnung NATO Rangcode     | Młodszy chorąży (Unterfähnrich) – mł. chor. – OR-7 | Chorąży (Fähnrich) – chor. – OR-8 | Starszy chorąży (Oberfähnrich) – st. chor. – OR-9 | Starszy chorąży sztabowy (Oberstabsfähnrich) – st. chor. szt. – OR-9 |

Die Ränge Młodszy chorąży sztabowy (mł. chor. szt., Unterstabsfähnrich) und Chorąży sztabowy (chor. szt., Stabsfähnrich) wurden mit Wirkung vom am 1. Juli 2004 abgeschafft.

### Polnische Marine
Die Rangabzeichen der polnischen Marine werden an der Kopfbedeckung sowie auf den Schulterstücken und – ähnlich der Trageweise in der Deutschen Marine – an den Aufschlägen beiden Ärmeln der Uniformjacke getragen.

## Geschichte
Aus dem ursprünglichen Fahnenträger – Chorąży wurde alsbald in Polen ein militärischer Rang, der auch in einer Reihe von Nachbarländern Verwendung fand. So entstanden beispielsweise in Russland und in der Ukraine die militärischen Ränge Chorunschij (ru: und uk: Хорунжий). Der Rang wurde fortan Fahnenträgern/Fähnrichen zuteil, die gewöhnlich aus dem Ritterstand kamen. Sie waren Träger und Bewahrer der Fahnen, Flaggen oder Standarten militärischer Formationen, Provinzen oder Woiwodschaften, sowie von Fürstenhäusern oder des Königreichs.

### 14. bis 18. Jahrhundert
Ab dem Ende des 14. Jahrhunderts gab es im Zeitalter der Personalunion (1385–1569) im Königreich Polen und im Großfürstentum Litauen sowie später im Zeitalter der Königlichen Republik Polen-Litauen (1569–1795) vier „zentrale“ Chorąży-Ränge.
- Groß Standarten-Träger der Krone
- Groß Standarten-Träger von Litauen
- Hof Standarten-Träger der Krone
- Hof Standarten-Träger von Litauen

Etwa zur gleichen Zeit konnten verdiente Personen in den Stand eines Chorąży erhoben werden und diesen nicht vererbbaren Titel als Namenszusatz führen.
Zu Beginn des 16. Jahrhunderts wurde der Chorąży zur Rangbezeichnung der Anführer der Kosaken-Gemeinschaften freier Reiterverbände und später der Kosaken-Host, die Kosaken-Armee, als Teil der Kaiserlich-russischen Armee.
Die Bezeichnung Chorunschij wird erstmals im Jahre 1792 in Russland als militärischer Rang offiziell geführt. Es handelt sich hierbei um den Einstiegsrang für jüngere Kosaken-Offiziere, etwa im Range eines den damaligen Unterleutnants, dem Подпоручик oder Podporutschik der Infanterie oder dem Kornett der Kavallerie.

### Gegenwärtige Entwicklung
Während der Zeit der Sowjetherrschaft wurde diese Tradition aufgegeben. An Stelle der ehemaligen Chorunschij-Dienstgrade wurde jedoch im Jahre 1971 hier die Laufbahngruppe Praporschtschik (ru: Прапорщик) eingeführt. Eine Reihe von Ländern des Warschauer Pakts folgten dem Beispiel und führten ebenfalls diese Laufbahngruppe, zum Teil mit anderen Rangbezeichnungen und mit jeweils zwei bis vier Rangabstufungen, ein.
Länder mit Praporschtschik Dienstgraden
- Slowenien → slowenisch Praporščak
- Tschechien,  Slowakei → tschechisch Praporčík slowakisch Praporčík
- Kasachstan,  Russland,  Ukraine,  Belarus → Praporschtschik (ru: Прапорщик)

Länder mit anderen Rangbezeichnungen
Einige andere Länder des ehemaligen WP verfolgen zwar das gleich Konzept, verwenden jedoch abweichende Rangbezeichnungen:
- Aserbaidschan → aserbaidschanisch Gizir
- Litauen → litauisch Vėliavininkas
- DDR → Fähnrich (NVA)
- Serbien → Zastavnik (serbisch Заставник / Zastavnik)
- Ungarn → Fähnrich (ungarisch Zászlós (zls))

### Neuzeit
In der Polnischen Republik von 1919 bis 1922 und ab 1963 in der Volksrepublik Polen (ab 1989 im Polen der Erneuerung) bezeichnete mit Chorąży eine eigenständige Laufbahngruppe zwischen der Gruppe der Leutnante (OF-1) und der Gruppe der
Unteroffiziere mit Portepee. Das Äquivalent gemäß NATO-Rangcode wäre OR-7 bis OR-9 bzw. WO-1 bis WO-3. Von 1944 bis 1957 war der Chorąży sogar der niedrigste Offiziersrang, der danach jedoch durch den Unterleutnant ersetzt wurde.
Die Stellung der Laufbahngruppe der Warrant Officers in englischsprachigen Streitkräften wäre mit dieser Dienstgradgruppe am ehesten vergleichbar.

## Fähnrich
Auch in der Gegenwart unterscheidet sich der Praporschtschik und Chorąży grundlegend vom Fähnrich der Bundeswehr, der hier eine in aller Regel zeitlich befristete Rangbezeichnung für Offiziersanwärter von Heer, Luftwaffe, Sanitätsdienst und Marine ist. Hierbei handelt es sich um die Ränge Fahnenjunker / Seekadett (OR-5), Fähnrich / Fähnrich zur See (OR-6) und Oberfähnrich / Oberfähnrich zur See (OR-7).
Siehe dazu